# Campeonato Mundial de Pentatlón Moderno de 2022
El LXII Campeonato Mundial de Pentatlón Moderno se celebró en Alejandría (Egipto) entre el 24 y el 31 de julio de 2022 bajo la organización de la Unión Internacional de Pentatlón Moderno (UIPM) y la Federación Egipcia de Pentatlón Moderno.
Inicialmente, el campeonato iba a realizarse en Xiamen (China), pero debido a las restricciones ocasionadas por la pandemia de COVID-19, la sede tuvo que ser cambiada.
Las competiciones se realizaron en las instalaciones de la Academia Árabe de Ciencia, Tecnología y Transporte Marítimo.
Los pentatletas de Rusia y Bielorrusia fueron excluidos de este campeonato debido a la invasión rusa de Ucrania.

## Concurso masculino

### Individual
| Puesto | Atleta          | País        | ESG | NAT | HÍP | COM | Total |
| ------ | --------------- | ----------- | --- | --- | --- | --- | ----- |
| Oro    | Joseph Choong   | Reino Unido | 249 | 308 | 300 | 657 | 1514  |
| Plata  | Mohamed Elgendy | Egipto      | 240 | 293 | 300 | 679 | 1512  |
| Bronce | Balázs Szép     | Hungría     | 219 | 302 | 300 | 686 | 1507  |

### Equipos
| Puesto | País     | ESG | NAT | HÍP | COM  | Total |
| ------ | -------- | --- | --- | --- | ---- | ----- |
| Oro    | Francia  | 685 | 901 | 893 | 2012 | 4491  |
| Plata  | Hungría  | 676 | 915 | 883 | 2005 | 4479  |
| Bronce | Alemania | 697 | 887 | 879 | 1954 | 4417  |

### Relevos
| Puesto | Atletas                    | País            | ESG | NAT | HÍP | COM | Total |
| ------ | -------------------------- | --------------- | --- | --- | --- | --- | ----- |
| Oro    | Jung Jin-Hwa Jun Woong-Tae | Corea del Sur   | 259 | 328 | 300 | 540 | 1427  |
| Plata  | Eslam Hamad Ahmed Hamed    | Egipto          | 247 | 321 | 290 | 561 | 1419  |
| Bronce | Matouš Tůma Filip Houška   | República Checa | 226 | 320 | 300 | 562 | 1408  |

## Concurso femenino

### Individual
| Puesto | Atleta          | País    | ESG | NAT | HÍP | COM | Total |
| ------ | --------------- | ------- | --- | --- | --- | --- | ----- |
| Oro    | Elena Michele   | Italia  | 239 | 291 | 300 | 586 | 1416  |
| Plata  | Michelle Gulyás | Hungría | 227 | 285 | 300 | 600 | 1412  |
| Bronce | İlke Özyüksel   | Turquía | 202 | 279 | 300 | 624 | 1405  |

### Equipos
| Puesto | País          | ESG | NAT | HÍP | COM  | Total |
| ------ | ------------- | --- | --- | --- | ---- | ----- |
| Oro    | Reino Unido   | 637 | 830 | 886 | 1808 | 4161  |
| Plata  | Corea del Sur | 637 | 828 | 845 | 1677 | 3987  |
| Bronce | Hungría       | 644 | 824 | 593 | 1754 | 3815  |

### Relevos
| Puesto | Atletas                    | País          | ESG | NAT | HÍP | COM | Total |
| ------ | -------------------------- | ------------- | --- | --- | --- | --- | ----- |
| Oro    | Haydy Morsy Amira Kandil   | Egipto        | 249 | 294 | 300 | 455 | 1298  |
| Plata  | Mariana Arceo Mayan Oliver | México        | 230 | 291 | 300 | 470 | 1291  |
| Bronce | Kim Se-Hee Kim Sun-Woo     | Corea del Sur | 220 | 303 | 300 | 437 | 1260  |

## Relevo mixto
| Puesto | Atletas                      | País          | ESG | NAT | HÍP | COM | Total |
| ------ | ---------------------------- | ------------- | --- | --- | --- | --- | ----- |
| Oro    | Kim Sun-Woo Jun Woong-Tae    | Corea del Sur | 264 | 314 | 300 | 515 | 1393  |
| Plata  | Jessica Varley Joseph Choong | Reino Unido   | 227 | 316 | 286 | 551 | 1380  |
| Bronce | İlke Özyüksel Ünal Buğra     | Turquía       | 232 | 311 | 293 | 540 | 1376  |

## Medallero
| Núm. | País            | Oro | Plata | Bronce | Total |
| ---- | --------------- | --- | ----- | ------ | ----- |
| 1    | Corea del Sur   | 2   | 1     | 1      | 4     |
| 2    | Reino Unido     | 2   | 1     | 0      | 3     |
| 3    | Egipto          | 1   | 2     | 0      | 3     |
| 4    | Francia         | 1   | 0     | 0      | 1     |
| 4    | Italia          | 1   | 0     | 0      | 1     |
| 6    | Hungría         | 0   | 2     | 2      | 4     |
| 7    | México          | 0   | 1     | 0      | 1     |
| 8    | Turquía         | 0   | 0     | 2      | 2     |
| 9    | Alemania        | 0   | 0     | 1      | 1     |
| 9    | República Checa | 0   | 0     | 1      | 1     |
|      | TOTAL           | 7   | 7     | 7      | 21    |